# Eilema hova
Eilema hova là một loài bướm đêm thuộc phân họ Arctiinae, họ Erebidae.